# Vuelta a España 2024
Vuelta a España 2024 var den 79. udgave af Vuelta a España. Den spanske Grand Tour startede den 17. august 2024, og blev afsluttet 8. september. Startby og ruten blev offentliggjort i december 2023.

## Etaperne
| Etape     | Dato     | Start – Mål                                                            | type              | Afstand (km) | Etapevinder     | Førende rytter  |
| --------- | -------- | ---------------------------------------------------------------------- | ----------------- | ------------ | --------------- | --------------- |
| 1. etape  | 17. aug. | Lissabon – Oeiras                                                      | enkeltstart       | 12           | Brandon McNulty | Brandon McNulty |
| 2. etape  | 18. aug. | Cascais – Ourém                                                        | kuperet etape     | 194          | Kaden Groves    | Wout van Aert   |
| 3. etape  | 19. aug. | Lousã – Castelo Branco                                                 | kuperet etape     | 191,2        | Wout van Aert   | Wout van Aert   |
| 4. etape  | 20. aug. | Plasencia – Pico Villuercas                                            | bjergetape        | 170,5        | Primož Roglič   | Primož Roglič   |
| 5. etape  | 21. aug. | Fuente del Maestre – Sevilla                                           | flad etape        | 177          | Pavel Bittner   | Primož Roglič   |
| 6. etape  | 22. aug. | Jerez de la Frontera – Yunquera                                        | middel bjergetape | 185,5        | Ben O'Connor    | Ben O'Connor    |
| 7. etape  | 23. aug. | Archidona – Córdoba                                                    | kuperet etape     | 180,5        | Wout van Aert   | Ben O'Connor    |
| 8. etape  | 24. aug. | Úbeda – Cazorla                                                        | middel bjergetape | 159          | Primož Roglič   | Ben O'Connor    |
| 9. etape  | 25. aug. | Motril – Granada                                                       | bjergetape        | 178,5        | Adam Yates      | Ben O'Connor    |
|           | 26. aug. | Hviledag                                                               | Hviledag          |              |                 |                 |
| 10. etape | 27. aug. | Ponteareas – Baiona                                                    | bjergetape        | 160          | Wout van Aert   | Ben O'Connor    |
| 11. etape | 28. aug. | Padrón – Padrón                                                        | middel bjergetape | 166,5        | Eddie Dunbar    | Ben O'Connor    |
| 12. etape | 29. aug. | Ourense – Mount Cabeza de Manzaneda                                    | kuperet etape     | 137,5        | Pablo Castrillo | Ben O'Connor    |
| 13. etape | 30. aug. | Lugo – Puerto de Ancares                                               | bjergetape        | 176          | Michael Woods   | Ben O'Connor    |
| 14. etape | 31. aug. | Villafranca del Bierzo – Villablino                                    | middel bjergetape | 200,5        | Kaden Groves    | Ben O'Connor    |
| 15. etape | 1. sep.  | L'Infiestu – Valgrande-Pajares                                         | bjergetape        | 143          | Pablo Castrillo | Ben O'Connor    |
|           | 2. sep.  | Hviledag                                                               | Hviledag          |              |                 |                 |
| 16. etape | 3. sep.  | Lluanco – Lagos de Covadonga                                           | bjergetape        | 181,5        | Marc Soler      | Ben O'Connor    |
| 17. etape | 4. sep.  | Arnuero – Santander                                                    | middel bjergetape | 141,5        | Kaden Groves    | Ben O'Connor    |
| 18. etape | 5. sep.  | Vitoria-Gasteiz – Maestu                                               | middel bjergetape | 179,5        | Urko Berrade    | Ben O'Connor    |
| 19. etape | 6. sep.  | Logroño – Moncalvillo                                                  | kuperet etape     | 173,5        | Primož Roglič   | Primož Roglič   |
| 20. etape | 7. sep.  | Villarcayo de Merindad de Castilla la Vieja – Espinosa de los Monteros | bjergetape        | 172          | Eddie Dunbar    | Primož Roglič   |
| 21. etape | 8. sep.  | Distrito Telefónica – Madrid                                           | enkeltstart       | 24,6         | Stefan Küng     | Primož Roglič   |

## Trøjernes fordeling gennem løbet
| Etape     |                   | Vinder _        | Samlede stilling | Pointtrøje      | Bjergtrøje       | Ungdomstrøje      | Mest angrebsivrige | Holdkonkurrence            |
| --------- | ----------------- | --------------- | ---------------- | --------------- | ---------------- | ----------------- | ------------------ | -------------------------- |
| 1. etape  | enkeltstart       | Brandon McNulty | Brandon McNulty  | Brandon McNulty | ikke uddelt      | Mathias Vacek     | ikke uddelt        | UAE Team Emirates          |
| 2. etape  | kuperet etape     | Kaden Groves    | Wout van Aert    | Kaden Groves    | Stefan Küng      | Mathias Vacek     | Luis Ángel Maté    | UAE Team Emirates          |
| 3. etape  | kuperet etape     | Wout van Aert   | Wout van Aert    | Wout van Aert   | Luis Ángel Maté  | Mathias Vacek     | Xabier Isasa       | UAE Team Emirates          |
| 4. etape  | bjergetape        | Primož Roglič   | Primož Roglič    | Wout van Aert   | Sylvain Moniquet | Antonio Tiberi    | Pablo Castrillo    | UAE Team Emirates          |
| 5. etape  | flad etape        | Pavel Bittner   | Primož Roglič    | Wout van Aert   | Sylvain Moniquet | Antonio Tiberi    | Ibon Ruiz          | UAE Team Emirates          |
| 6. etape  | middel bjergetape | Ben O'Connor    | Ben O'Connor     | Wout van Aert   | Sylvain Moniquet | Florian Lipowitz  | Ben O'Connor       | Decathlon-AG2R La Mondiale |
| 7. etape  | kuperet etape     | Wout van Aert   | Ben O'Connor     | Wout van Aert   | Sylvain Moniquet | Antonio Tiberi    | Xabier Isasa       | Decathlon-AG2R La Mondiale |
| 8. etape  | middel bjergetape | Primož Roglič   | Ben O'Connor     | Wout van Aert   | Primož Roglič    | Antonio Tiberi    | Oier Lazkano       | Decathlon-AG2R La Mondiale |
| 9. etape  | bjergetape        | Adam Yates      | Ben O'Connor     | Wout van Aert   | Adam Yates       | Florian Lipowitz  | Adam Yates         | UAE Team Emirates          |
| 10. etape | bjergetape        | Wout van Aert   | Ben O'Connor     | Wout van Aert   | Adam Yates       | Florian Lipowitz  | Wout van Aert      | UAE Team Emirates          |
| 11. etape | middel bjergetape | Eddie Dunbar    | Ben O'Connor     | Wout van Aert   | Adam Yates       | Carlos Rodríguez  | Xandro Meurisse    | UAE Team Emirates          |
| 12. etape | kuperet etape     | Pablo Castrillo | Ben O'Connor     | Wout van Aert   | Adam Yates       | Carlos Rodríguez  | Pablo Castrillo    | UAE Team Emirates          |
| 13. etape | bjergetape        | Michael Woods   | Ben O'Connor     | Wout van Aert   | Wout van Aert    | Carlos Rodríguez  | Wout van Aert      | UAE Team Emirates          |
| 14. etape | middel bjergetape | Kaden Groves    | Ben O'Connor     | Wout van Aert   | Wout van Aert    | Carlos Rodríguez  | Jhonatan Narváez   | UAE Team Emirates          |
| 15. etape | bjergetape        | Pablo Castrillo | Ben O'Connor     | Wout van Aert   | Wout van Aert    | Florian Lipowitz  | Jay Vine           | UAE Team Emirates          |
| 16. etape | bjergetape        | Marc Soler      | Ben O'Connor     | Kaden Groves    | Jay Vine         | Carlos Rodríguez  | Marc Soler         | UAE Team Emirates          |
| 17. etape | middel bjergetape | Kaden Groves    | Ben O'Connor     | Kaden Groves    | Jay Vine         | Carlos Rodríguez  | Xabier Isasa       | UAE Team Emirates          |
| 18. etape | middel bjergetape | Urko Berrade    | Ben O'Connor     | Kaden Groves    | Marc Soler       | Carlos Rodríguez  | Marc Soler         | UAE Team Emirates          |
| 19. etape | kuperet etape     | Primož Roglič   | Primož Roglič    | Kaden Groves    | Marc Soler       | Mattias Skjelmose | Isaac Del Toro     | UAE Team Emirates          |
| 20. etape | bjergetape        | Eddie Dunbar    | Primož Roglič    | Kaden Groves    | Jay Vine         | Mattias Skjelmose | Marc Soler         | UAE Team Emirates          |
| 21. etape | enkeltstart       | Stefan Küng     | Primož Roglič    | Kaden Groves    | Jay Vine         | Mattias Skjelmose | ikke uddelt        | UAE Team Emirates          |
| Samlet    | Samlet            |                 | Primož Roglič    | Kaden Groves    | Jay Vine         | Mattias Skjelmose | Marc Soler         | UAE Team Emirates          |

## Resultater

### Samlede stilling
| \| Samlede stilling \| Samlede stilling \| Samlede stilling \| Samlede stilling \| Samlede stilling \| \| Rytter \| Rytter \| Hold \| Tid \| \| \| ---------------- \| ------------------ \| -------------------------- \| ---------------- \| ---------------- \| \| 1. \| Primož Roglič \| Red Bull-Bora-Hansgrohe \| 81t 49' 18" \| \| \| 2. \| Ben O'Connor \| Decathlon-AG2R La Mondiale \| + 2' 36" \| \| \| 3. \| Enric Mas \| Movistar Team \| + 3' 13" \| \| \| 4. \| Richard Carapaz \| EF Education-EasyPost \| + 4' 02" \| \| \| 5. \| Mattias Skjelmose \| Lidl-Trek \| + 5' 49" \| \| \| 6. \| David Gaudu \| Groupama-FDJ \| + 6' 32" \| \| \| 7. \| Florian Lipowitz \| Red Bull-Bora-Hansgrohe \| + 7' 05" \| \| \| 8. \| Mikel Landa \| Soudal Quick-Step \| + 8' 48" \| \| \| 9. \| Pavel Sivakov \| UAE Team Emirates \| + 10' 04" \| \| \| 10. \| Carlos Rodríguez \| Ineos Grenadiers \| + 11' 19" \| \| \| 11. \| Eddie Dunbar \| Team Jayco AlUla \| + 14' 40" \| \| \| 12. \| Adam Yates \| UAE Team Emirates \| + 15' 40" \| \| \| 13. \| Cristián Rodríguez \| Arkéa-B&B Hotels \| + 1' 58" \| \| \| 14. \| Sepp Kuss \| Team Visma \\| Lease a Bike \| + 20' 25" \| \| \| 15. \| Guillaume Martin \| Cofidis \| + 31' 04" \| \| \| 16. \| Lorenzo Fortunato \| Astana Qazaqstan Team \| + 37' 23" \| \| \| 17. \| José Félix Parra \| Equipo Kern Pharma \| + 51' 33" \| \| \| 18. \| Aleksandr Vlasov \| Red Bull-Bora-Hansgrohe \| + 55' 05" \| \| \| 19. \| Steven Kruijswijk \| Team Visma \\| Lease a Bike \| + 1t 01' 53" \| \| \| 20. \| Clément Berthet \| Decathlon-AG2R La Mondiale \| + 1t 04' 13" \| \| |                    |                            |              |
| |                    |                            |              |
| Kilde: ProCyclingStats |                    |                            |              |
| Samlede stilling |                    |                            |              |
| Rytter | Rytter             | Hold                       | Tid          |
| 1. | Primož Roglič      | Red Bull-Bora-Hansgrohe    | 81t 49' 18"  |
| 2. | Ben O'Connor       | Decathlon-AG2R La Mondiale | + 2' 36"     |
| 3. | Enric Mas          | Movistar Team              | + 3' 13"     |
| 4. | Richard Carapaz    | EF Education-EasyPost      | + 4' 02"     |
| 5. | Mattias Skjelmose  | Lidl-Trek                  | + 5' 49"     |
| 6. | David Gaudu        | Groupama-FDJ               | + 6' 32"     |
| 7. | Florian Lipowitz   | Red Bull-Bora-Hansgrohe    | + 7' 05"     |
| 8. | Mikel Landa        | Soudal Quick-Step          | + 8' 48"     |
| 9. | Pavel Sivakov      | UAE Team Emirates          | + 10' 04"    |
| 10. | Carlos Rodríguez   | Ineos Grenadiers           | + 11' 19"    |
| 11. | Eddie Dunbar       | Team Jayco AlUla           | + 14' 40"    |
| 12. | Adam Yates         | UAE Team Emirates          | + 15' 40"    |
| 13. | Cristián Rodríguez | Arkéa-B&B Hotels           | + 1' 58"     |
| 14. | Sepp Kuss          | Team Visma \| Lease a Bike | + 20' 25"    |
| 15. | Guillaume Martin   | Cofidis                    | + 31' 04"    |
| 16. | Lorenzo Fortunato  | Astana Qazaqstan Team      | + 37' 23"    |
| 17. | José Félix Parra   | Equipo Kern Pharma         | + 51' 33"    |
| 18. | Aleksandr Vlasov   | Red Bull-Bora-Hansgrohe    | + 55' 05"    |
| 19. | Steven Kruijswijk  | Team Visma \| Lease a Bike | + 1t 01' 53" |
| 20. | Clément Berthet    | Decathlon-AG2R La Mondiale | + 1t 04' 13" |

### Pointkonkurrencen
| Pointkonkurrence | Pointkonkurrence | Pointkonkurrence          | Pointkonkurrence | Pointkonkurrence |
| Rytter           | Rytter           | Hold                      | Point            |                  |
| ---------------- | ---------------- | ------------------------- | ---------------- | ---------------- |
| 1.               | Kaden Groves     | Alpecin-Deceuninck        | 226 point        |                  |
| 2.               | Primož Roglič    | Red Bull-Bora-Hansgrohe   | 140 point        |                  |
| 3.               | Max Poole        | Team dsm-firmenich PostNL | 118 point        |                  |
| 4.               | Pablo Castrillo  | Equipo Kern Pharma        | 117 point        |                  |
| 5.               | Mathias Vacek    | Lidl-Trek                 | 110 point        |                  |
| 6.               | Pavel Bittner    | Team dsm-firmenich PostNL | 106 point        |                  |
| 7.               | Enric Mas        | Movistar Team             | 102 point        |                  |
| 8.               | Mauro Schmid     | Team Jayco AlUla          | 100 point        |                  |
| 9.               | Stefan Küng      | Groupama-FDJ              | 99 point         |                  |
| 10.              | Marc Soler       | UAE Team Emirates         | 98 point         |                  |

### Bjergkonkurrencen
| Bjergkonkurrence | Bjergkonkurrence | Bjergkonkurrence        | Bjergkonkurrence | Bjergkonkurrence |
| Rytter           | Rytter           | Hold                    | Point            |                  |
| ---------------- | ---------------- | ----------------------- | ---------------- | ---------------- |
| 1.               | Jay Vine         | UAE Team Emirates       | 78 point         |                  |
| 2.               | Marc Soler       | UAE Team Emirates       | 76 point         |                  |
| 3.               | Pablo Castrillo  | Equipo Kern Pharma      | 43 point         |                  |
| 4.               | Primož Roglič    | Red Bull-Bora-Hansgrohe | 32 point         |                  |
| 5.               | Marco Frigo      | Israel-Premier Tech     | 32 point         |                  |
| 6.               | Enric Mas        | Movistar Team           | 28 point         |                  |
| 7.               | Filippo Zana     | Team Jayco AlUla        | 27 point         |                  |
| 8.               | Pavel Sivakov    | UAE Team Emirates       | 26 point         |                  |
| 9.               | Aleksandr Vlasov | Red Bull-Bora-Hansgrohe | 25 point         |                  |
| 10.              | David Gaudu      | Groupama-FDJ            | 24 point         |                  |

### Ungdomskonkurrencen
| Ungdomskonkurrence | Ungdomskonkurrence     | Ungdomskonkurrence         | Ungdomskonkurrence | Ungdomskonkurrence |
| Rytter             | Rytter                 | Hold                       | Tid                |                    |
| ------------------ | ---------------------- | -------------------------- | ------------------ | ------------------ |
| 1.                 | Mattias Skjelmose      | Lidl-Trek                  | 81t 55' 07"        |                    |
| 2.                 | Florian Lipowitz       | Red Bull-Bora-Hansgrohe    | + 1' 16"           |                    |
| 3.                 | Carlos Rodríguez       | Ineos Grenadiers           | + 5' 30"           |                    |
| 4.                 | Matthew Riccitello     | Israel-Premier Tech        | + 1t 40' 48"       |                    |
| 5.                 | Max Poole              | Team dsm-firmenich PostNL  | + 1t 50' 46"       |                    |
| 6.                 | Isaac Del Toro         | UAE Team Emirates          | + 1t 51' 38"       |                    |
| 7.                 | Giovanni Aleotti       | Red Bull-Bora-Hansgrohe    | + 1t 54' 14"       |                    |
| 8.                 | William Junior Lecerf  | Soudal Quick-Step          | + 2t 09' 35"       |                    |
| 9.                 | Valentin Paret-Peintre | Decathlon-AG2R La Mondiale | + 2t 12' 06"       |                    |
| 10.                | Gianmarco Garofoli     | Astana Qazaqstan Team      | + 2t 16' 36"       |                    |

### Holdkonkurrencen
| Holdkonkurrence | Holdkonkurrence            | Holdkonkurrence | Holdkonkurrence |
| Hold            | Hold                       | Tid             |                 |
| --------------- | -------------------------- | --------------- | --------------- |
| 1.              | UAE Team Emirates          | 245t 12' 58"    |                 |
| 2.              | Red Bull-Bora-Hansgrohe    | + 33' 53"       |                 |
| 3.              | Decathlon-AG2R La Mondiale | + 1t 23' 09"    |                 |
| 4.              | Team Visma \| Lease a Bike | + 1t 53' 33"    |                 |
| 5.              | Groupama-FDJ               | + 2t 16' 51"    |                 |
| 6.              | Soudal Quick-Step          | + 2t 28' 28"    |                 |
| 7.              | Movistar Team              | + 2t 47' 49"    |                 |
| 8.              | Lidl-Trek                  | + 2t 47' 58"    |                 |
| 9.              | Equipo Kern Pharma         | + 2t 55' 08"    |                 |
| 10.             | Ineos Grenadiers           | + 3t 18' 42"    |                 |

## Hold
| UCI WorldTeams (18)- Decathlon-AG2R La Mondiale - Alpecin-Deceuninck - Arkéa-B&B Hotels - Astana Qazaqstan Team - Bahrain Victorious - Red Bull-Bora-Hansgrohe - Cofidis - EF Education-EasyPost - Groupama-FDJ - Ineos Grenadiers - Intermarché-Wanty - Team Visma \| Lease a Bike - Lidl-Trek - Movistar Team - Soudal Quick-Step - Team dsm-firmenich PostNL - Team Jayco AlUla - UAE Team Emirates UCI ProTeams (4)- Lotto Dstny - Equipo Kern Pharma - Euskaltel-Euskadi - Israel-Premier Tech |
| |